# Bürder

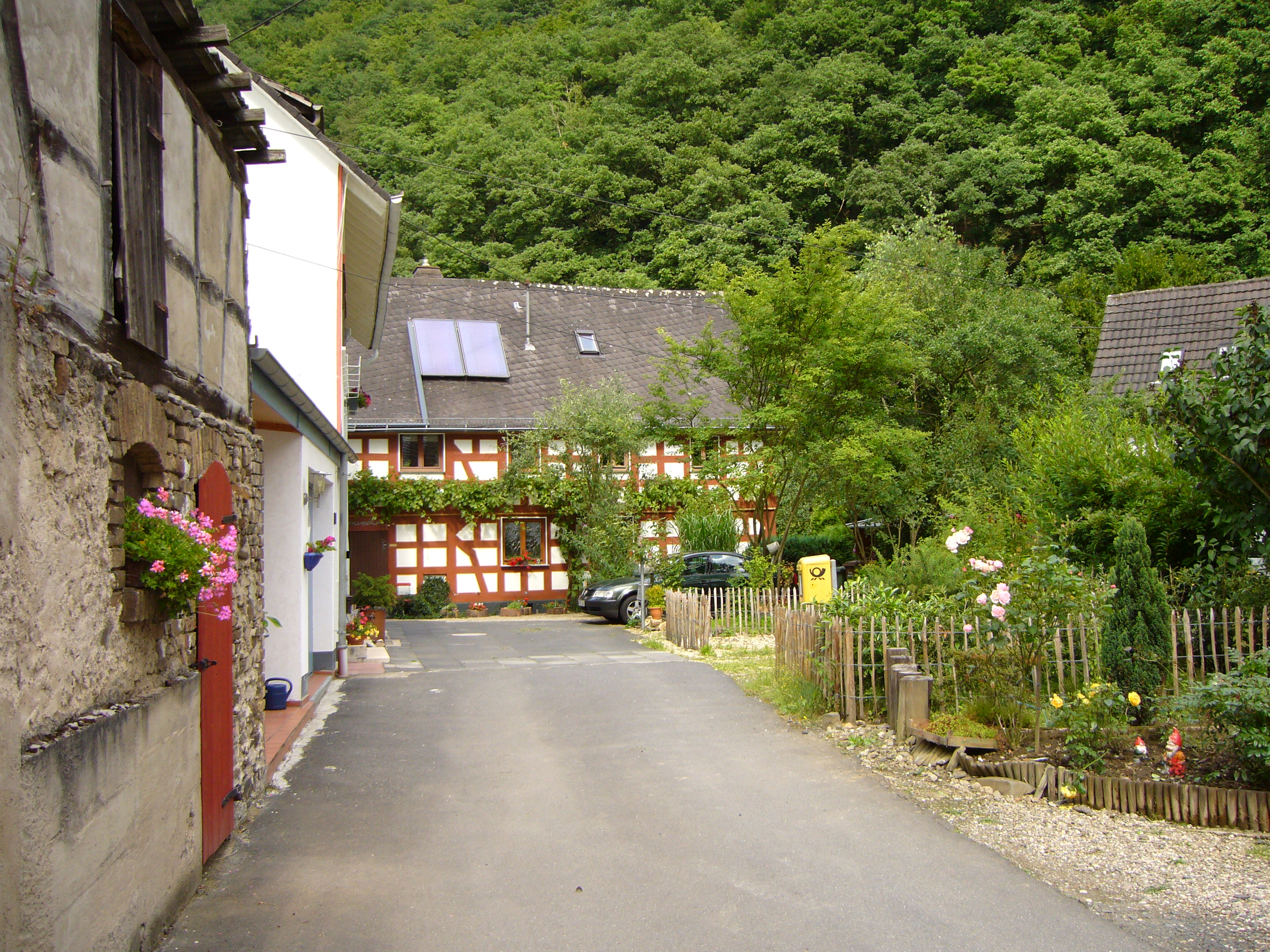
Bürder an der Wied, Gemeinde Niederbreitbach (2007)

Bürder ist ein Weiler in Rheinland-Pfalz, der zur Ortsgemeinde Niederbreitbach gehört. Der Ort liegt in einer Schleife der Wied zwischen Datzeroth und Niederbreitbach. Hier mündet der Nonnenbach.
Urkundlich erwähnt wurde Bürder erstmals 1468 als Schützeiche Anfang der 1970er Jahre wurde das bis dato selbstständige Bürder im Zuge Gebietsreform nach Niederbreitbach eingemeindet.
In Bürder gibt es zwei Kulturdenkmäler, darunter der Heistenbacher Hof auf Niederbreitbacher Gemarkung aus dem 17. Jahrhundert. Dieser geht auf den bereits 1278 erwähnten Hof Schützeichel des Klosters Heisterbach zurück.
Im 18. Jahrhundert entstand die lokale Fachwerkkapelle. 1971 wurde die sogenannte Marienkapelle eingeweiht. Sie beherbergt eine Marienstatue von 1380, deren Aufbewahrung Grund für den Kirchenbau war.
Im Ort befinden sich zudem ein Campingplatz und eine Ferienhaussiedlung. Es besteht eine gute Anbindung an den Wiedtalradweg.
Über eine in Bürder endende Kreisstraße ist die Gemeinde an die L 255, die Neuwied und Neustadt (Wied) verbindet, angeschlossen; mittels dieser Verbindung besteht auch Anschluss an die A3. Der nächste Bahnhof befindet sich an der rechten Rheinstrecke in Bad Hönningen.